# Ardaïte
L'ardaïte est une espèce minérale composée de sulfosel de plomb de formule Pb19Sb13S35Cl7 avec des traces de Ag, Fe,.

## Historique de la description et appellations

### Inventeur et étymologie
Décrite par les minéralogistes Vesselina V. Breskovska, Nadejda N. Mozgova, Nikolai S. Bortnikov, Anatoli I. Gorshkov et Anatoliy I. Tsepin en 1981. Dédiée à l'Arda, une rivière dont la source se trouve en Bulgarie. Les cristaux peuvent atteindre 2 μm,,.

### Topotype
Madjarovo, Bulgarie

## Caractéristiques physico-chimiques

### Cristallographie
- Densité calculée = 6,44

## Gîtes et gisements

### Gîtologie et minéraux associés
Minéraux associés : anglésite, nadorite, galène, robinsonite, semseyite

### Gisements producteurs de spécimens remarquables
- Suède
  - Gruvåsen, Filipstad, Bergslagen[5],[6].

- Bulgarie
  - Madjarovo, Haskovo [4],[5].